# Mirka alpejska
Mirka alpejska (Miramella alpina) – europejski, typowo górski gatunek owada prostoskrzydłego z rodziny szarańczowatych (Acrididae), po raz pierwszy opisany naukowo z Alp. 
Wyróżniono dwa podgatunki:
- M. a. alpina (Kollar, 1833) – występuje w Europie Środkowej i na Półwyspie Apenińskim,
- M. a. subalpina (Fischer, 1850) – występuje w Europie Zachodniej.

W Polsce jest gatunkiem bardzo rzadko spotykanym. Występujący w Polsce podgatunek nominatywny jest znany z Tatr, był wykazywany z Pienin (brak późniejszych potwierdzeń), z Sudetów (brak potwierdzenia, czy  z ich polskiej części) oraz z Górnego Śląska (informacja wątpliwa).
Na Czerwonej Liście Zwierząt Ginących i Zagrożonych w Polsce klasyfikowany jest w kategorii DD (dane niepełne).